# 艋舺夜市
25°02′19″N 121°29′55″E / 25.0385873°N 121.4985012°E

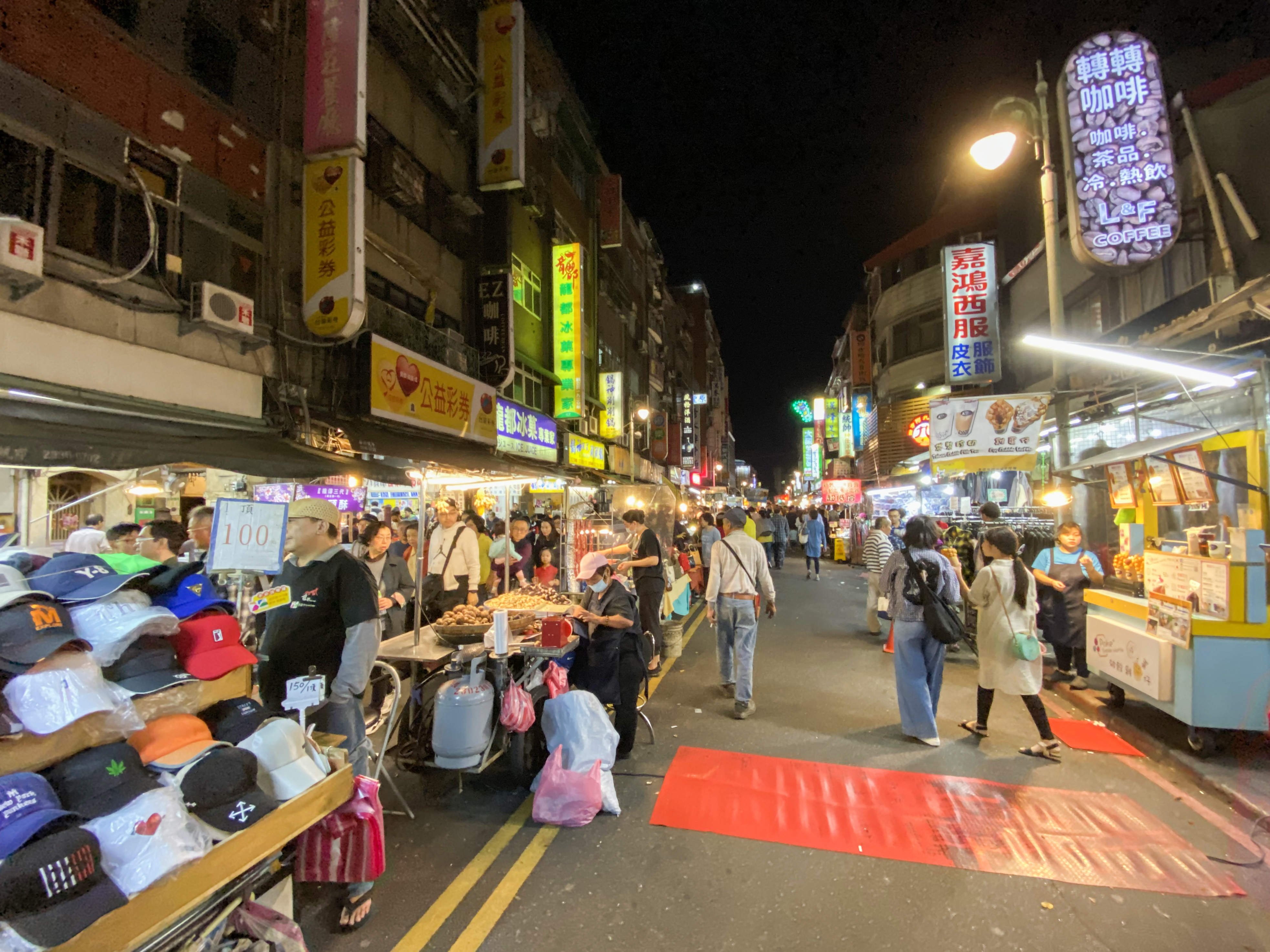
艋舺夜市（2019年）

艋舺夜市位於台灣台北市萬華區廣州街，或稱為萬華夜市，範圍包括廣州街、梧州街、西昌街（又稱廣州街夜市、梧州街夜市及西昌街夜市）。由於位處市中心一帶以及鄰近著名景點艋舺龍山寺和華西街觀光夜市，因此亦吸引不少食客、旅客前來。在晚上尤為熱鬧，事實上其在白天亦有營業。
民國92年（2003年）SARS事件後，台灣各地夜市均出現一片蕭條，台北市政府與萬華區一帶的相關人物組成萬華振興委員會，當時的中華民國總統陳水扁及台北市長馬英九更一同訪視萬華一帶。萬華夜市與華西街夜市合共4條街道更首次舉行一連四星期的聯合促銷，活動揭幕時大隊更走上艋舺青山宮上香祈福，並繞經各過夜市，隨後發放平安米、平安水及點卷。及後，更提早作了一次大規模的健診。民國100年（2011年）改名為艋舺夜市。

## 著名小吃

龍都冰菓專業家於廣州街168號的店址，由創辦人李天生成立於1920年。

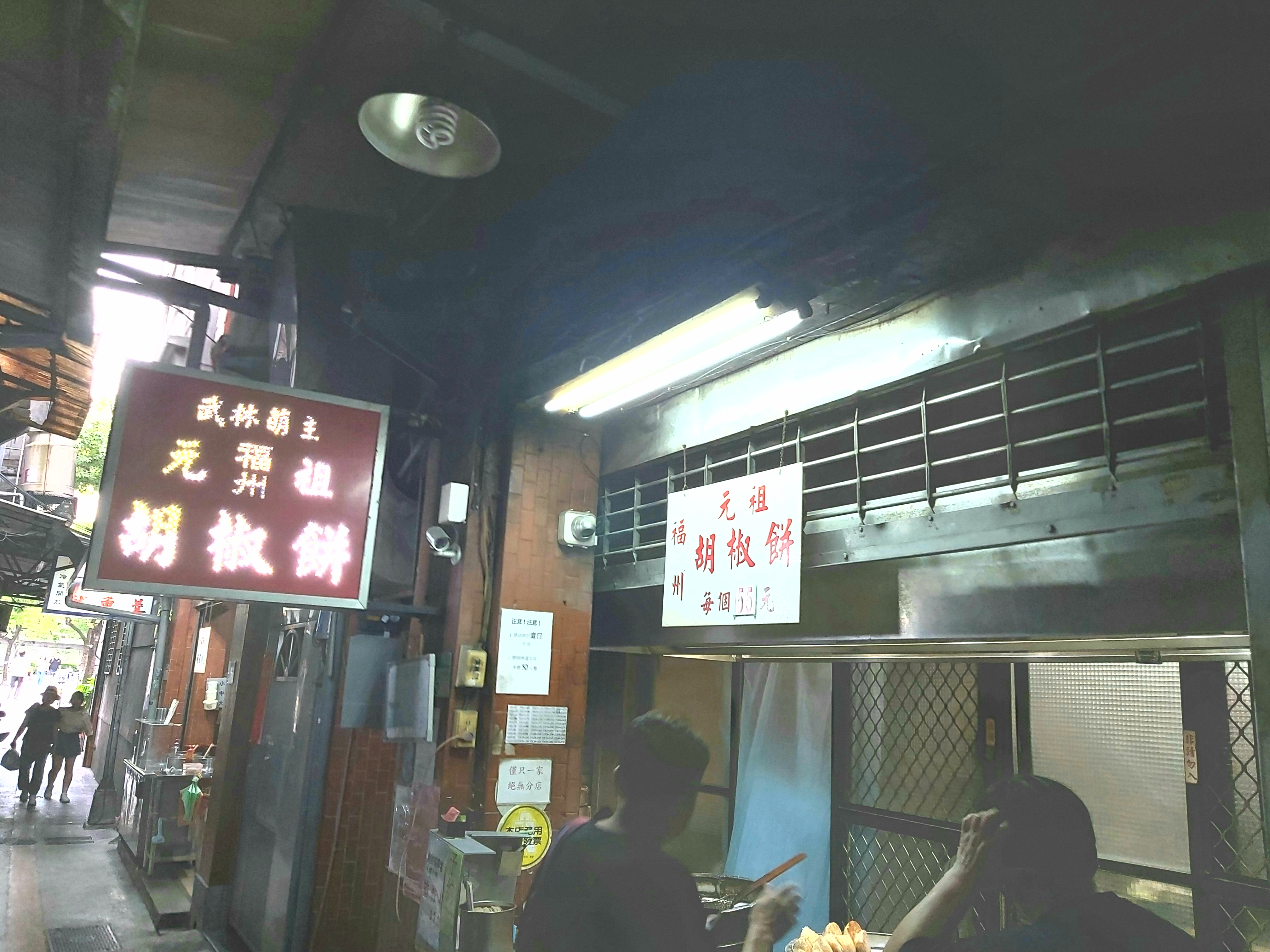
福州元祖胡椒餅於和平西路三段89巷2弄5號的店址。

- 龍都冰菓專業家
- 青草巷
  - 德安青草店
- 龍城號雞湯
- 鄭家碗粿
- 兩喜號魷魚羹
- 川業肉圓（新竹肉圓，近康定路）
- 周記肉粥
- 大鼎肉羹
- 懷念愛玉冰[3]
- 福州元祖胡椒餅
- 台北堂餅行摩那卡餅本舖
- 頂級甜不辣
- 亞東甜不辣[4]
- 豐原排骨麵
- 烤魷魚絲
- 炸旗魚串
- 廟口蚵仔煎
- 四神湯
- 花生豬腳
- 生炒鱔魚
- 生魚片
- 三六圓仔湯

## 公共自行車
- 台北市公共自行車租賃系統捷運龍山寺站[1號出口]
- 台北市公共自行車租賃系統老松國小站

## 停車場
- 艋舺公園地下停車場：汽車558位，機車227位

## 外部連結
- 廣州街觀光夜市  臺北旅遊網 （页面存档备份，存于）
- 西昌街觀光夜市  臺北旅遊網 （页面存档备份，存于）
- 梧州街觀光夜市  臺北旅遊網 （页面存档备份，存于）
- 臺北市市場處機關入口網-攤販集中場-廣州街攤販集中場（俗稱廣州街夜市） （页面存档备份，存于）
- 臺北市市場處機關入口網-攤販集中場-西昌街攤販集中場（俗稱西昌街夜市） （页面存档备份，存于）
- 臺北市市場處機關入口網-攤販集中場-梧州街攤販集中場（俗稱梧州街夜市） （页面存档备份，存于）
- 萬華夜市線上逛街Q版夜市地圖 （页面存档备份，存于）
- 萬華夜市萬華夜市 （页面存档备份，存于）
- 萬華夜市驚奇大剖析 （页面存档备份，存于）
- 萬華夜市 （页面存档备份，存于），台北印象
- 【記食‧萬華】華西街&萬華夜市 （页面存档备份，存于）
- 萬華夜市超猛又好呷 （页面存档备份，存于），食尚玩家